# Edward II. (Drama)
The troublesome raigne and lamentable death of Edward the second, king of England: with the tragicall fall of proud Mortimer (Die schreckensreiche Regentschaft und der beklagenswerte Tod von Edward dem Zweiten, König von England: mit dem tragischen Sturz des stolzen Mortimers) ist die zweite Historie von Christopher Marlowe und höchst wahrscheinlich sein letztes Drama.

## Handlung
Marlowes Drama basiert auf Ereignissen, die sich in England zwischen 1307 und 1333 zugetragen haben. Edward I. ist tot. Sein Sohn und Nachfolger Edward II. hat sofort seinen Günstling Piers Gaveston, den Edward I. in die Verbannung geschickt hat, zurückgeholt. Das Stück beginnt mit Gavestons Rückkehr.
Gegen den Willen der führenden Adeligen hat Edward II. Gavestons Exil aufgehoben. Die Lords fühlen sich von dem Aufsteiger, den der König mit Ämtern und Gunstbeweisen überhäuft, sowohl gesellschaftlich brüskiert als auch in ihrer Macht bedroht. Außerdem machen sie seinen Einfluss dafür verantwortlich, dass Edward II. neben den Regierungsgeschäften gleichfalls seine Frau Isabella vernachlässigt. Seine hartnäckige Weigerung, Gaveston aufzugeben, führt zu einer Rebellion der Lords, die den königlichen Favoriten gefangen nehmen und entgegen ihrer Zusicherung töten. Mit Hilfe der Spencers kann Edward II. den Adel besiegen. Er lässt die führenden Lords hinrichten, nur Roger Mortimer kann nach Frankreich entkommen. Dort trifft er Isabella, die mit ihrem Sohn im Auftrag Edward II. mit dem französischen König um die Normandie verhandeln soll. In England hat mittlerweile Hugh Spencer Gavestons Platz eingenommen. Unterstützt von den geflüchteten Adeligen sowie John von Hainault segelt Isabella mit einer Armee zurück. Unter der Führung von Mortimer werden die königlichen Truppen besiegt und die Spencers hingerichtet. Edward II. muss zu Gunsten seines Sohnes abdanken. Mortimer, mittlerweile Isabellas Geliebter, hat den Gipfel seiner Macht erreicht. Er lässt den abgedankten Edward ermorden. Als sein Sohn, Edward III., davon erfährt, stürzt er Mortimer und befiehlt dessen Hinrichtung.

## Entstehung und Überlieferung
Der Eintrag ins Stationers’ Register erfolgte am 16. Juli 1593 für William Jones. Der älteste erhaltene Druck stammt von 1594, wurde aber erst 1876 entdeckt und ist extrem rar. Nachdem ein Exemplar der Landesbibliothek Kassel 1941 bei einer Bombardierung zerstört wurde, war jahrzehntelang nur ein einziges Exemplar der Zentralbibliothek Zürich bekannt. Erst 2012 wurde ein weiteres Exemplar in der Universitätsbibliothek Erlangen-Nürnberg aufgefunden. Weitere Drucke folgten 1598, 1612 und 1622.
Das Drama wurde für die Pembroke’s Men geschrieben, daher findet es in Philip Henslowes Unterlagen keine Erwähnung. Wie bei allen Dramen Marlowes ist das genaue Entstehungsdatum unbekannt. Parallelen in anderen zeitgenössischen Texten lassen eine Entstehung in der zweiten Hälfte 1591 vermuten, schließen 1592 allerdings nicht aus. Konkreter ist Josie Slaughter Shumake, die in ihrer Dissertation davon ausgeht, das Stück sei nicht vor Mai 1592 entstanden. Einig ist man sich darüber, dass es mit ziemlicher Sicherheit Marlowes letztes Drama ist.

## Themen und Motive
Der Sieg über die Armada war ein gewaltiger Schub für das englische Nationalbewusstsein, in dessen Folge eine Begeisterung für die eigene Geschichte einsetzte. Historien gewannen an Popularität. Vor diesem Hintergrund war die Entscheidung, Edward II. zum Titelhelden seines Dramas zu machen, höchst ungewöhnlich. Er wurde schon in der Tudorzeit als einer der schlechtesten Monarchen des Landes betrachtet. Marlowe stellt ihn in eine elisabethanische Welt, wo er ihn mit zeitgenössischen, nicht mittelalterlichen Themen konfrontiert. Elizabeth I. hielt zwischen den unterschiedlichen Fraktionen an ihrem Hof Balance. Mit Schottland und Frankreich hatte England jedoch zwei Nachbarländer, deren Herrscher über Jahre hinweg eine teils bizarre Günstlingspolitik betrieben. Henri III. umgab sich fast ausschließlich mit Mitgliedern des niederen Adels, die gesellschaftlich wie finanziell völlig von ihm abhängig waren. James VI. ließ wiederholt zu, dass seine Favoriten in die Politik eingriffen. Francis Walsingham reiste deshalb 1583 nach Schottland, wo er dem König am Beispiel Edward II. die Nachteile solcher Zustände vor Augen führte. Marlowe hatte sich bereits in seiner ersten Historie The Massacre at Paris mit dem Verhältnis eines Königs zu seinen Adeligen auseinandergesetzt. Irrelevant ist dabei die intime Ebene dieser Beziehung. Bis heute ist unklar, wie weit die Verbindung zwischen Edward II. und Gaveston ging. Marlowe spricht sich dazu ebenfalls nicht eindeutig aus. Hingegen geht ganz klar aus dem Text hervor, dass die Opposition des Adels nicht auf der Ablehnung einer möglichen sexuellen Beziehung zwischen dem König und seinem Favoriten basiert. Derlei halten die Lords für eine vorübergehende Marotte ihres Herrschers.
"MORTIMER SENIOR. [...] Then let his grace, whose youth is flexible,

And promiseth as much as we can wish,

Freely enjoy that vaine light-headed earle,

For riper yeares will weane him from such toyes.

MORTIMER. Unckle, his wanton humor greeves not me,

But this I scorne, that one so baselie borne,

Should by his soveraignes favour grow so pert,

And riote it with the treasure of the realme,[...]" (Edward II. 4,398-405)

Gaveston stört das soziale und politische Gefüge. Daran ändert auch sein Tod nichts. In seiner Angst alleine bleiben zu müssen, ersetzt Edward II. ihn nahtlos durch Spenser. Unabhängig von seinen Favoriten ist Edward ein schlechter Herrscher.
"Edward is, like Charles I, a very silly king to rest so much on the privileges of his position, losing the affection of his people thereby, and doing nothing practical in the political or military field to justify the exaggerated awe he expects."
Abgesetzt, erniedrigt und gequält wird Edward im Kerker von einem professionellen Mörder getötet. Mit dieser Sterbeszene entlarvt Marlowe die Vorstellung vom König als sakrosankte Gestalt, indem er zeigt, dass das Königtum weder der Person innewohnt, noch von Gott bestätigt wird, sondern alleine von der Macht abhängt, die auf einmal in Mortimers Händen liegt. Erst im letzten Drittel des Dramas erfährt man von seiner Beziehung zu Isabella. Das Verhältnis tritt so plötzlich in Erscheinung wie Mortimers Wandel zum machiavellistischen Machtpolitiker. Solche abrupten Brüche sind typisch für Marlowes Helden.
"MORTIMER. The prince I rule, the queene do I commaund,

And with a lowly conge to the ground,

The proudest lords salute me as I passe,

I seale, I cancell, I do what I will,

Feard am I more then lov'd, let me be feard,

And when I frowne, make all the court looke pale, [...]" (Edward II. 21,48-53)
Während Edward II. seinen Thron als eine Selbstverständlichkeit verstand und dessen Verlust nicht begreifen konnte, betrachtet Mortimer seinen Aufstieg und Fall als Laune des Schicksals, an der es nichts zu verzweifeln gibt.
"Base fortune, now I see, that in thy wheele

There is a point, to which when men aspire,

They tumble hedlong downe, that point I touchte,

And seeing there was no place to mount up higher,

Why should I greeve at my declining fall?" (Edward II. 23,59-63)

## Rezeptionsgeschichte
Im elisabethanischen England weiß man nur von den Aufführungen der Pembroke's Men, die das Titelblatt des Drucks von 1594 anführt. Unter der Herrschaft James I. spielten die Queen’s Men das Drama 1604, 1606 und 1617 im Red Bull. 1622 erschien der letzte Druck, bevor die englischen Theater 1642 geschlossen wurden. Robert Dodsleys Veröffentlichung in der Anthologie Select Collection of Old Plays (1744) war die erste seit über hundert Jahren. Noch länger dauert es, bis Edward II wieder aufgeführt wurde. Die Inszenierung von William Poel mit Harley Granville-Barker in der Titelrolle fand am 10. August 1903 in Oxford statt.
Aufführungen in Prag (1922) und Berlin (1923) waren nicht sehr erfolgreich, dennoch wählte Bert Brecht dieses Drama für seine erste Regiearbeit an den Münchner Kammerspielen.

### Das Leben Eduards des Zweiten von England
Ursprünglich hätte Brecht Macbeth inszenieren sollen, entschied sich dann aber für Edward II. Zwar wurde die Übersetzung von Alfred Walter Heymel herangezogen, doch die Bearbeitung von Brecht und Lion Feuchtwanger enthielt nur mehr knapp 17 Prozent des marloweschen Textes. Einige Figuren und Handlungen fielen komplett weg. Die Premiere am 19. März 1924 wurde freundlich aufgenommen.

### 20. Jahrhundert
Die soziopolitischen Veränderungen im letzten Drittel des 20. Jahrhunderts beeinflussten die Interpretation und die Aufführungen des Dramas nachhaltig. Obwohl die Auswirkungen der Beziehung zwischen dem König und Gaveston und nicht die Beziehung selbst Thema des Stücks sind, rückte sie zunehmend ins Zentrum der Aufmerksamkeit. Dadurch wurde dem Werk eine Thematik zugesprochen, die Marlowe und seiner Epoche in der gegenwärtigen Form gänzlich fremd war. Das gipfelte in Derek Jarmans Verfilmung von 1991, der unmissverständlich feststellte, dass er einen Film über Homosexualität im England der 1990er Jahre drehen wollte und keine Filmversion von Marlowes Drama. Spätestens seither wird Edward II fast ausschließlich als eine Art frühzeitliches Manifest für die Akzeptanz der gleichgeschlechtlichen Liebe betrachtet und in diesem Zusammenhang gerne als „skandalöses Stück“ bezeichnet. Dabei verursachte kein Werk Marlowes je einen Skandal. Laut den behördlichen Dokumenten erregten seine Texte bzw. deren Aufführungen weder Anstoß, noch galten sie als gefährlich oder fielen sonst in irgendeiner Form negativ auf. Die Elisabethaner hatten mit diesem Drama absolut keine Schwierigkeiten.
"The problem that because homosexuality, even in the twenty-first century, still carries negative connotations, some stagings and readings assume that the play focuses on this issue as taboo. Edward II may appear to be "about" homosexuality, even though the play's political concerns are subject to much more interpretation. Because society still hesitates to accept homosexuality, it is still common to render this play controversial because it portrays two men being intimate, even though Edward II's political passivity and close alliance with a foreigner are the drama's chief concern."
Mit der Fokussierung auf das Sexualleben der Charaktere verfestigte sich die Mär, das Drama sei Marlowes Bekenntnis zur eigenen Homosexualität. Obwohl dies gerne als Tatsache präsentiert wird, ist es lediglich eine Annahme, die erst gegen Ende des 20. Jahrhunderts entstand. In Wirklichkeit ist die Quellenlage viel zu dürftig, um irgendeine gesicherte Aussage über Marlowes Intimleben anzustellen.

## Adaptionen

### Verfilmung

#### Edward II (1970)
Als die BBC 1970 die Studioaufzeichnung einer Produktion von Toby Robertson mit Ian McKellen in der Titelrolle ausstrahlte, zeigte sie damit erstmals im britischen Fernsehen einen Kuss zwischen zwei Männern.

#### Edward II (1982)
Unter der Regie von Bernard Sobel entstand ein französischer Fernsehfilm mit Philippe Clévenot, Bertrand Bonvoisin und Hélène Vincent.

### Ballett
John McCabe komponierte 1995 für Stuttgart ein Ballett mit dem Titel Edward II.

### Hörspiel
Folge 1 der BBC-Hörspielserie Vivat Rex ist eine Adaption von Marlowes Drama mit John Hurt in der Titelrolle.

## Übersetzungen
- 1831: Karl Eduard von Bülow
- 1881: Robert Prölß
- 1890: Ferdinand Adolph Gelbcke
- 1912: Alfred Walter Heymel
- 1981: Hanno Bolte und Dieter Hamblock
- 1999: Wolfgang Schlüter
- ?: Wolfgang Swaczynna
- ?: David Gieselmann und Hanno Hener